# Hans Bardtke
Hans Walter Kurt Bardtke (* 22. September 1906 in Rixdorf; † 8. März 1975 in Leipzig) war ein deutscher lutherischer Theologe.

## Leben
Als Sohn eines Prokuristen wurde Hans Bardtke am 22. September 1906 in Rixdorf (Berlin-Neukölln) geboren. Evangelische Theologie, Alte Geschichte sowie Altorientalistik studierte er seit 1924 zunächst an der Humboldt-Universität zu Berlin, danach an den Universitäten Gießen und Hamburg. Das Studium beendete er 1929. Am Eisenacher Evangelischen Predigerseminar wurde er 1931 in den Pfarrdienst berufen. Die folgenden zwei Jahre war er dort Studieninspektor.
Im Jahr 1934 wurde er in Berlin zum Lizentiaten der Evangelischen Theologie ernannt. In diesem Jahr heiratete er Margarethe Doris (geborene Amersdorffer) und wurde als Pfarrer in Marktgölitz eingesetzt, was er bis 1936 blieb. 1935 war er der Bekennenden Kirche beigetreten.
Bardtke wollte sich schließlich an der Universität Jena habilitieren, was allerdings abgelehnt wurde, da er dem Nationalsozialismus negativ gegenüberstand. 1936 trat er der Evangelisch-Lutherischen Landeskirche Sachsens bei. Von 1940 an wirkte er in Borsdorf als Leiter kirchlicher Anstalten zur Erziehung und Krankenpflege, was er sechs Jahre lang blieb. Am Zweiten Weltkrieg nahm er von 1943 bis 1945 teil. Ferner erhielt er ein Pfarramt in Bad Lausick.
1948 wurde Bardtke als Professor mit vollem Lehrauftrag für Alttestamentliche Wissenschaft an die theologische Fakultät der Universität Leipzig berufen. Ab 1955 hatte er als Nachfolger Albrecht Alts den Lehrstuhl für alttestamentliche Wissenschaft inne. Ebenfalls in diesem Jahr erhielt er eine Stelle als Dekan der theologischen Fakultät, die er zehn Jahre lang innehielt. 1956 erhielt er von der Universität Rostock die Ehrendoktorwürde. Darüber hinaus lehrte er am Leipziger theologischen Seminar. 1969 ernannte man ihn zum ordentlichen Professor für Altes Testament. Diese Stelle hielt er bis 1972 inne.
Neben der akademischen Laufbahn war er Domherr zu Meißen. Er beschäftigte sich auch mit bildender Kunst und war mit der Malerin Elisabeth Voigt befreundet. Am 8. März 1975 verstarb er in Leipzig.
Bardtke publizierte viele Aufsätze, darunter Werke zum Kindergottesdienst. Außerdem erforschte und interpretierte er als einer der ersten Europäer Qumran. So übersetzte er Qumrantexte. Er beschäftigte sich mit dem Bild des Menschen in der Bibel.

## Schriften
- Jeremia, der Fremdvölkerprophet. Werk zur Erlangung des Lizentiatengrades. 1934.
- Katechetische Kinderpredigten. Göttingen 1937.
- Die Handschriftenfunde am Toten Meer. Berlin 1952.
- Hebräische Konsonantentexte aus biblischem und außerbiblischem Schrifttum für Übungszwecke ausgewählt. Leipzig 1954.
- mit Albrecht Oepke: Kurze Einführung in Geschichte und Wesen der neutestamentlichen Schriften und der Psalmen. Altenburg 1955.
- Die Handschriftenfunde am Toten Meer. Die Sekte von Qumran. Berlin 1958.
- Zu beiden Seiten des Jordans. Berlin 1958.
- Jeremia, der leidende Prophet. Mit Bildern von Elisabeth Voigt. Berlin 1960.
- Die Handschriftenfunde in der Wüste Juda. Berlin 1962.
- Vom Roten Meer zum See Genezareth. Berlin 1962.
- Die Handschriftenfunde in der Wüste Juda. Berlin 1962.
- Qumran-Probleme. Berlin 1963.
- Luther und das Buch Esther. Tübingen 1964.
- Vom Nildelta zum Sinai. Bilder zur Landes- und Altertumskunde. Berlin 1968.
- Liber Psalmorum praeparavit. Stuttgart 1969.
- Bibel, Spaten und Geschichte. Leipzig 1969.